# 中國化學會 (中華民國)
中國化學會（英語：Chinese Chemical Society，縮寫為；對外亦使用，縮寫為）是中華民國的國家級化學學會，1932年8月1日在南京市創立。第二次國共內戰後，該会原在南京的资产由解放军南京市军管会接收，并于1950年初将总部迁往北京，成為今日中国大陆的中國化學會；1950年（一說是1954年），該會另在臺灣省臺北復會，會址設於中央研究院化學研究所內。其官方期刊為在1954年創刊的《中國化學會會誌 (Journal of the Chinese Chemical Society, JCCS)》與《化學》，前者為月刊發行，為台灣歷史最悠久之英文化學期刊；後者為季刊發行。於2000年制定了「化學家守則」，提昇個人及團體之道德信念與責任精神。

## 歷史
1959年8月，以的名稱，加入國際化學會，成為國家級會員。
1979年，國際化學會同意修改會章，讓中華人民共和國所屬的中國化學會加入。在北京的中國化學會使用“中国化学会”（Chinese Chemical Society）為名，在台北的中國化學會，則改稱“设在台北的化学会”（Chemical Society Located in Taipei），兩個單位都列名在中國（China）之下。
1984年，加入亞洲化學聯盟，成為國家級會員。
2004年，在台灣登記為社團法人。
2025年3月8日，該會的會員代表大會經投票以94.9%（同意：75 票、不同意：4 票）通過更名為「台灣化學學會」（簡稱「台灣化學會」）。

## 外部連結
- 中國化學會官方首頁（页面存档备份，存于）